# 등각순환우주론
등각순환우주론(等角循環宇宙論, 영어: conformal cyclic cosmology)은 일반 상대성이론의 틀에서 수리물리학자 로저 펜로즈와 바흐 구우자디안(Vahe Gurzadyan, 아르메니아의 수리물리학자)이 제안한 우주론 모델이다. 등각순환우주론에서 우주는 다음의 빅뱅 특이점으로 식별되는 각 이전 반복의 미래 시간꼴 무한대 (즉, 공간의 모든 지점에 대해 평가된 가능한 시간 척도의 가장 최근 끝)와 함께 무한한 주기로 반복된다. 펜로즈는 2010년 저서 Cycles of Time: An Extraordinary New View of the Universe에서 이 이론을 대중화했다.

## 기본 구성
펜로즈는 무한한 미래 확장이 뒤따르는 빅뱅을 각각 나타내는 셀 수 있는 열린 프리드만-르메트르-로버트슨-워커 계량(FLRW) 시공간 다양체들을 연결합 한 다양체로 등각 순환 우주의 기본 구성을 하였다. 펜로즈는 FLRW 시공간 사본의 과거 등각 경계가 적절한 등각 재조정 후 미래 등각 경계에 "부착"될 수 있음을 알아냈다. 특히, 각각의 FLRW 계량 {\displaystyle g_{ab}}에 등각 인수 {\displaystyle \Omega }의 제곱이 곱해진다. 시간꼴 무한대에서 0에 접근하여 미래의 등각 경계를 등각적으로 규칙적인 초곡면(현재 믿어지는 바와 같이 양의 우주상수가 있는 경우 공간과 유사함)으로 효과적으로 "압축"한다. 그 결과 펜로즈가 "aeon"이라고 부르는 일련의 섹터로 구성되고 전체 우주를 표현하는, 아인슈타인 방정식에 대한 새로운 해가 탄생했다.
등각순환우주론 가설은 다른 모든 입자와 너무 멀리 분리되어 소멸되는 입자를 포함하여 모든 거대한 입자가 결국 존재에서 사라질 것을 요구한다. 펜로즈가 지적한 것처럼 양성자 붕괴는 표준 모형의 다양한 추측 확장에서 고려된 가능성이지만 관찰된 적은 없다. 더욱이 모든 전자는 붕괴하거나 전하 그리고/또는 질량을 잃어야 하며 기존의 추측으로는 이를 허용하지 않는다.
로저 펜로즈의 노벨상 강의 영상에서는 영상의 26:30부터, 질량이 없어야 한다는 이전 요구 사항을 완화하여, 질량 입자의 양이 거의 없고 거의 모든 에너지가 운동 에너지인 경우 광자들이 지배하는 등각 기하학에서 일부 질량 입자가 존재하도록 허용했다.

## 물리적 함의들
입자물리학에 대한 이 구성의 중요한 특징은 보손이 등각 불변 양자장론의 법칙을 따르기 때문에, 재조정된 시대에서 이전 FLRW과 동일한 방식으로 행동한다는 것이다(고전적으로 이것은 등각 재조정 하에서 보존되는 빛원뿔 구조에 해당한다). 그러한 입자들에게 에온들 사이의 경계는 전혀 경계가 아니라 여느 때와 마찬가지로 통과할 수 있는 공간적인 표면일 뿐이다. 반면에 페르미온은 주어진 에온에 국한되어 블랙홀 정보 역설에 대한 편리한 해를 제공한다. 펜로즈에 따르면, 에온의 경계를 매끄럽게 유지하려면 블랙홀이 증발하는 동안 페르미온이 비가역적으로 복사로 변환되어야 한다.
등각순환우주론의 곡률 특성은 우주론의 다른 측면에도 편리하다. 첫째, 에온들 사이의 경계는 바일 곡률 가설을 충족하므로 과거 가설, 통계 역학 및 관측에서 요구하는 특정 종류의 낮은 엔트로피 과거를 제공한다. 둘째, 펜로즈는 에온 사이의 경계를 넘어 일정량의 중력 복사가 보존되어야 한다고 계산했다. 펜로즈는 이 여분의 중력 복사가 암흑 에너지 장이란 개념을 도입하지 않고도 현재 관측된 우주의 가속 팽창을 설명하기에 충분할 수 있다고 제안한다.

## 관측적 증거 조사
2010년에 펜로즈와 바헤 구우자디안은 WMAP(윌킨슨 마이크로파 비등방성 탐색기)와 BOOMERanG 실험을 통해 우주 마이크로파 배경(CMB)을 관측한 결과에 우주론의 표준 람다-CDM 모델에 기반한 시뮬레이션에 비해 과도한 동심원이 포함되어 있다고 주장하는 출판 전 논문을 발표했다. 그러나 탐지되었다는 주장의 통계적 중요성은 그 이후로 논란이 되었다. 세 연구단체들이 독립적으로 이러한 결과를 재현하려고 시도했지만  람다-CDM 시뮬레이션에서보다 데이터에 더 이상 동심원이 나타나지 않는다는 점에서 동심 이상을 탐지했다는 주장이 통계적으로 유의하지 않다는 것을 발견했다.
이러한 불일치의 이유는 중요성을 결정하는 데 사용되는 시뮬레이션을 구성하는 방법의 문제로 알려졌다. 분석을 반복하려는 세 번의 독립적인 시도는 모두 표준 람다-CDM 모델을 기반으로 한 시뮬레이션을 사용한 반면 펜로즈와 구우자디안은 문서화되지 않은 비표준 접근 방식을 사용했다.
2013년에 구우자디안과 펜로즈는 WMAP 데이터를 직접 분석하는 "스카이 트위스트 절차"(시뮬레이션에 기반하지 않음)라고 하는 새로운 방법을 소개하는 작업의 추가 개발을 발표했다. 2015년에 그들은 이러한 구조의 불균일한 분포를 포함하여 WMAP의 데이터를 확인하는 플랑크 데이터 분석 결과를 발표했다.
2018년 8월 6일에 발표된 논문에서 Daniel An, 크시슈토프 안토니 마이스너, 파웰 뉴로우스키 및 펜로즈는 "…이상점은 CCC의 유효성과 관계없이 우주론에 중요한 새로운 입력을 제공한다."라며 계속된 CMB 데이터의 분석을 내놓았다. 그들은 또한 그러한 이상 현상이 "우리보다 10억 년 앞선 초거대 블랙홀의 호킹 복사로 인한 증발"에서 남은 신호인 "호킹 점들"일 수 있다고 제안했다. 논문의 원래 버전은 BICEP2 팀이 찾은 B 모드 위치가 이러한 호킹 지점 중 하나에 있다고 주장했다. 이 주장은 이후 제거되었다. 2020년 분석에 따르면 겉보기에 이례적인 "호킹 포인트"는 다른 곳을 바라보는 효과를 고려하면 실제로 표준 인플레이션 그림과 일치하므로 등각 순환 우주론의 증거로 사용할 수 없다고 주장한다. 2022년에 또 다른 그룹은 이전 연구에서 사용된 검색 기준을 적용할 때 단일 또는 몇 개의 밝은 픽셀로 구성된 CMB 변칙에 대한 프리프린트를 발표했다. 데이터에서 이상 현상을 제거한 후 저자는 통계적으로 유의미한 저분산 원 결과가 없다고 주장한다. 호킹 포인트와 관련하여 그들은 또한 1도 개방각 이상의 가우시안 온도 진폭 모델을 사용할 때와 CMB 이상을 고려한 후에 통계적으로 유의미한 증거를 제시하지 않다. 그룹은 CMB 변칙 자체가 호킹 포인트의 잔재일 수 있다고 논평하며, 주변의 저분산 및 고온 원에 의해 뒷받침되지 않는다. 가장 중요한 점은 저자는 CMB에 그러한 뚜렷한 특징이 없다는 것이 등각 순환 우주론을 반증하지 않는다고 말한다. 왜냐하면 그러한 원과 호킹 포인트의 밀도가 크면 대신 CMB에서 간섭 반점 패턴이 발생할 수 있기 때문이다. 그들은 또한 데이터의 통계적 분포가 가우시안이 아니므로 아직 완전히 설명되지 않은 기본 정보가 있음을 나타낸다.

## 등각순환우주론와 페르미 역설
2015년 구우자디안과 펜로즈는 증거가 부족하지만 외계 문명의 존재에 대한 높은 확률 추정치 사이의 명백한 모순인 페르미 역설에 대해서도 논의했다. 등각 순환 우주론 내에서 우주 마이크로파 배경은 정보 판스페르미아(panspermia)개념 내의 지적 신호를 포함하여 한 에온에서 다른 에온으로 정보를 전송할 가능성을 제공한다.

## 같이 보기
- 모양 역학
- 등각 사상
- 순환 모델
- 블랙홀 정보 역설
- 화이트 홀
- 시간의 순환: 우주에 대한 특별하고 새로운 관점